# Veľké Turovce
Veľké Turovce és un poble i municipi d'Eslovàquia que es troba a la regió de Nitra, al sud-oest del país.

## Història
La primera menció escrita de la vila es remunta al 1156.

## Demografia
| Godina             | 1994 | 2004   | 2014   | 2024   |
| ------------------ | ---- | ------ | ------ | ------ |
| Nombre de persones | 822  | 806    | 750    | 749    |
| Diferència         |      | −1,94% | −6,94% | −0,13% |

| Godina             | 2023 | 2024   |
| ------------------ | ---- | ------ |
| Nombre de persones | 742  | 749    |
| Diferència         |      | +0,94% |